# Sian Ka'an
Sian Ka'an (mayan za „Kolijevka neba”) je rezervat biosfere koji je osnovala neprofitna i nedržavna skupina zaštitnika okoliša u općini Tulum, u meksičkoj saveznoj državi Quintana Roo, na istočnoj obali Yucatana, s ciljem zaštite njegove bioraznolikosti. Od 1986. godine je postao nacionalni park, a na UNESCO-ov popis mjesta svjetske baštine u Sjevernoj Americi je upisan odmah 1987. godine kao iznimno bogato životno stanište velike bioraznolikosti. Naime, ovaj kompleksni hidrološki sustav tropskih šuma, mangrova i močvaraa ispresjecanih koraljnim grebenima obiluje pomorskom florom i faunom s više od 300 vrsta ptica koje žive zajedno s velikim brojem karakterističnih kopnenih kralježnjaka

## Odlike
Sian Ka'an leži na, dijelom utopljenoj, vapnenačkoj dolini koja čini dio dugog koraljnog grebena istočne obale Srednje Amerike, ulavnom nastalog tijekom pleistocena. Ono je dijelom na kopnu, a dijelom u Karipskom moru, te pokriva površinu od oko 5,280 km², ograničenu koraljnim grebenom koji je smješten oko 50 m istočno od obale, močvarama i poluzimzelenom šumom na jugoistoku i uščima rijeka Chetumal[nedostaje izvor] i Espiritu Santo[nedostaje izvor] na jugu. Sjevernu i sjeverozapadnu granicu mu čine poljoprivredni posjedi seoskih zadruga.
Na području Sian Ka'ana nalaze se i brojne prirodne jame (cenotes), karakteristične za Yucatán i Floridski poluotok. Geološki rasjedi također presijecaju rezervat u pravcu sjeveroistok-jugozapad. Zbog toga je malo slatke vode na površini jer se ona u ovom složenom hidrološkom kompleksu vrlo brzo filtrira kroz brojne plićine, rendzine i saskab (granulirni bjelkasti i lomljivi vapnenac), te napolijetku nestaje u brojnim podzemnim kanalima. Zbog tvrdoće tla, vode rezervata su neobično bistre, a tlo je nepovoljno za poljoprivredu.
U nepopljavljenim područjima raste poluzimzelena šuma s mnogo palmi, dok u popljavljenima područjima niska mangrova šuma tvori pojedinačne „otoke” (petenes) na djelićima crne zemlje. Trava se može nači samo između mangrova, na sjevernim i južnim područjima niskog saliniteta. Pješćane dine se protežu 64 km u duljinu, gdje je uzgoj uvedenog kokosa zamijenio autohtoni mahagonij, crveni i bijeli cedar za oko 60%.
Sveukupno u rezervatu obitava 550 kopnenih i 843 vodenih kralježnjaka. Od 103 vrste sisavaca, tu obitavaju velike mačke: jaguar, puma, ocelot, margaj (Leopardus wiedii) i jaguarundi (Puma yagouaroundi); te drugi sisavci kao što su: bairdov tapir (Tapirus bairdii), severnoamerički lamantin (Trichechus manatus), majmuni pauci, urlikavci (Alouatta), kinkažu (Potos flavus), bjelorepi jelen (Odocoileus virginianus), bjelousni pekarij (Tayassu pecari), pjegava paka (Cuniculus paca), tajra i šareni mravojed (Tamandua tetradactyla), i dr.
Tu žive i brojne morske životinje, kao i veliki broj ptica selica, te 16 vrsta guštera i 42 vrste reptila i vodozemaca (uključujući četiri od šest srednjoameričkih vrsta kornjača, ali i poneki meksički i američki krokodil). No, najveći je broj ptica kao što su: fregati (Fregata), vranci, ružičasta žličarka, ružičasti plamenac i crnovrata roda (Ephippiorhynchus asiaticus).
Na ovom području nalaze se i 23 arheološka lokaliteta kulture Maya, od kojih je najpoznatiji Muyil (Chunyaxché) koji je jedno od najdugovječnijih naselja Maya na Yucatanu (350. pr. Kr.-1200.). U njegovoj blizini, na sjeveru rezervata, je nedavno otkriveno 24 km drevnih mayanskih vještačkih kanala.

## Vanjske poveznice
|  | Zajednički poslužitelj ima još gradiva o temi Sian Ka'an |

- Sian Ka'an (engl.)
- Centro Ecologico Sian Ka'an (šp.) (engl.)
- Galerija fotografija